# Michael Troy
Mike Troy, właśc. Michael Francis Troy (ur. 3 października 1940 w Indianapolis, zm. 3 sierpnia 2019 w Arizonie) – amerykański pływak. Dwukrotny złoty medalista olimpijski z Rzymu.

## Życiorys
Urodził się 3 października 1940 w Indianapolis.
Specjalizował się w stylu dowolnym oraz motylkowym. Szczyt kariery pływackiej Troya miał miejsce w latach 1959–1960, gdy trenował go doktor Counsilman z zespołu pływania i nurkowania Indiana Hoosiers na Uniwersytecie Indiana. Podczas Letnich Igrzysk Olimpijskich w Rzymie w 1960 roku zdobył swój pierwszy złoty medal jako członek zwycięskiej drużyny USA w sztafecie mężczyzn 4 × 200 metrów stylem dowolnym. Indywidualnie zdobył drugie złoto, zdobywając pierwsze miejsce na dystansie 200-metrowym stylem motylkowym – to jego wyjątkowe wydarzenie.
Troy pobił rekord świata na dystansie 200-metrowym stylem motylkowym sześć razy z rzędu, zanim został przejęty przez amerykańskiego pływaka Carla Robie w 1961 roku. W 1971 roku został wprowadzony do Międzynarodowej Galerii Sław Pływania.
Po studiach wstąpił do marynarki i służył w Wietnamie.
Po odejściu ze służby wojskowej osiadł w rejonie San Diego, gdzie pracował jako agent nieruchomości i trener pływania. Jego stażyści to m.in. Mike Stamm. Był przewodniczącym Sekcji Międzynarodowej Komitetu Olimpijskiego i wiceprezesem Amerykańskiego Stowarzyszenia Trenerów Pływania. Był dyrektorem krajowym amerykańskiej drużyny paraolimpijskiej. Towarzyszył drużynie w Atenach w Grecji we wrześniu 2004 r., gdzie drużyna paraolimpijska USA zdobyła liczne medale.
Zmarł 3 sierpnia 2019 roku w Arizonie w wieku 78 lat.

## Starty olimpijskie (medale)
Rzym 1960
- 200 m motylkiem, 4 × 200 m kraulem –  złoto